# 上海博物馆东馆
上海博物馆东馆，简称上博东馆，位于中華人民共和國上海市浦東新區，是上海博物館的馆区。上海博物馆东馆東临丁香路，西至杨高南路，北至世纪大道，与上海科技馆、东方艺术中心隔街相望。

## 建築
东馆占地面积约46000平方米，总建筑面积为11.32万平方米，约为上海博物馆人民广场馆的3倍，展示陈列区面积约3.36万平方米，上海博物馆东馆分为地上6层，地下2层，建筑高度近45米。上博东馆的建筑由同济大学设计师与团队设计。

## 歷史
2015年，上海博物馆东馆开始筹备。2017年9月27日，上海博物馆东馆动工。2020年12月31日，上海博物馆东馆主体钢结构封顶。2023年4月14日，上海博物馆东馆进入内部装修阶段。
2024年2月起，上海博物馆东馆逐步开放迎客，其中2月2日中国古代青铜馆試開放。3月16日起，中国古代雕塑馆对外试开放。6月底前，东馆开放面积将达到展陈空间的80%。11月11日，赵朴初书法艺术馆落成。11月底前，东馆实现全面开放。12月3日，上海博物馆东馆宣告全面开放。